# Eperara
L'eperara (també conegua com epena saija, epena pedée, emberá saija, emberá basurudó) és una de les emberà, de la branca meridional de les llengües chocó, parlada per 3.600 persones als boscos tropicals de Colòmbia que limiten amb l'Oceà Pacífic, als departaments de Cauca, Nariño i Chocó. Uns 250 parlants viuen a l'Equador.

## Escriptura
| a | b | ch | d | e | ë | g | i | ɨ | j | k | k' | l | m | n | o | p | p' | r | rr | s | t | t' | u | w | y |

El cop de glotis s'escriu amb guionet només entre dues vocals.

## Fonologia[2]

### Consonants
|            |            | Bilabial | Alveolar | Palatal | Velar | Glotal |
| ---------- | ---------- | -------- | -------- | ------- | ----- | ------ |
| Oclusives  | plana      | p        | t        |         | k     | ʔ      |
| Oclusives  | aspirada   | pʰ       | tʰ       |         | kʰ    |        |
| Oclusives  | sonora     | b        | d        |         | ɡ     |        |
| Africada   | Africada   |          |          | t͡ʃ      |       |        |
| Fricativa  | Fricativa  |          | s        |         |       | h      |
| Nasal      | Nasal      | m        | n        |         |       |        |
| Líquides   | ròtic      |          | r        |         |       |        |
| Líquides   | batec      |          | ɾ        |         |       |        |
| Aproximant | Aproximant | w        |          | j       |       |        |

### Vocals
|         | Frontal | Central | Posterior |
| ------- | ------- | ------- | --------- |
| Alta    | i ĩ iː  | ɨ ɨ̃ ɨː  | u ũ uː    |
| Mitjana | e ẽ eː  | ə ə̃ əː  | o õ oː    |
| Baixa   |         | a ã aː  |           |